# Jadwiga Andrzejewska

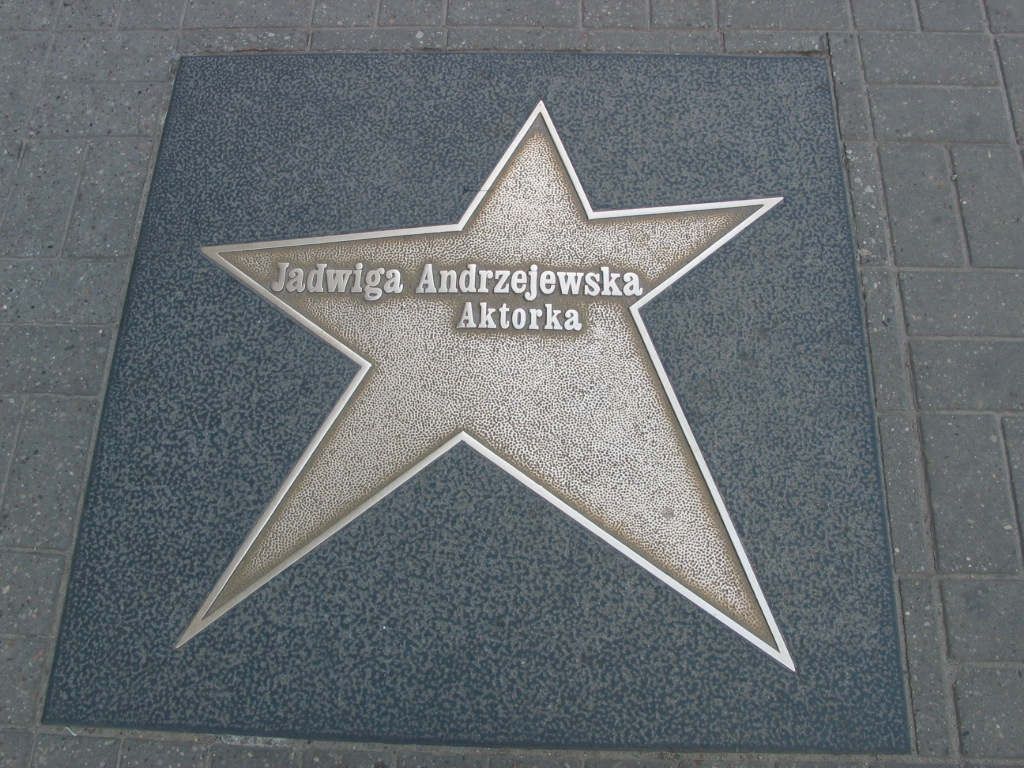
Gwiazda Jadwigi Andrzejewskiej w łódzkiej Alei Gwiazd

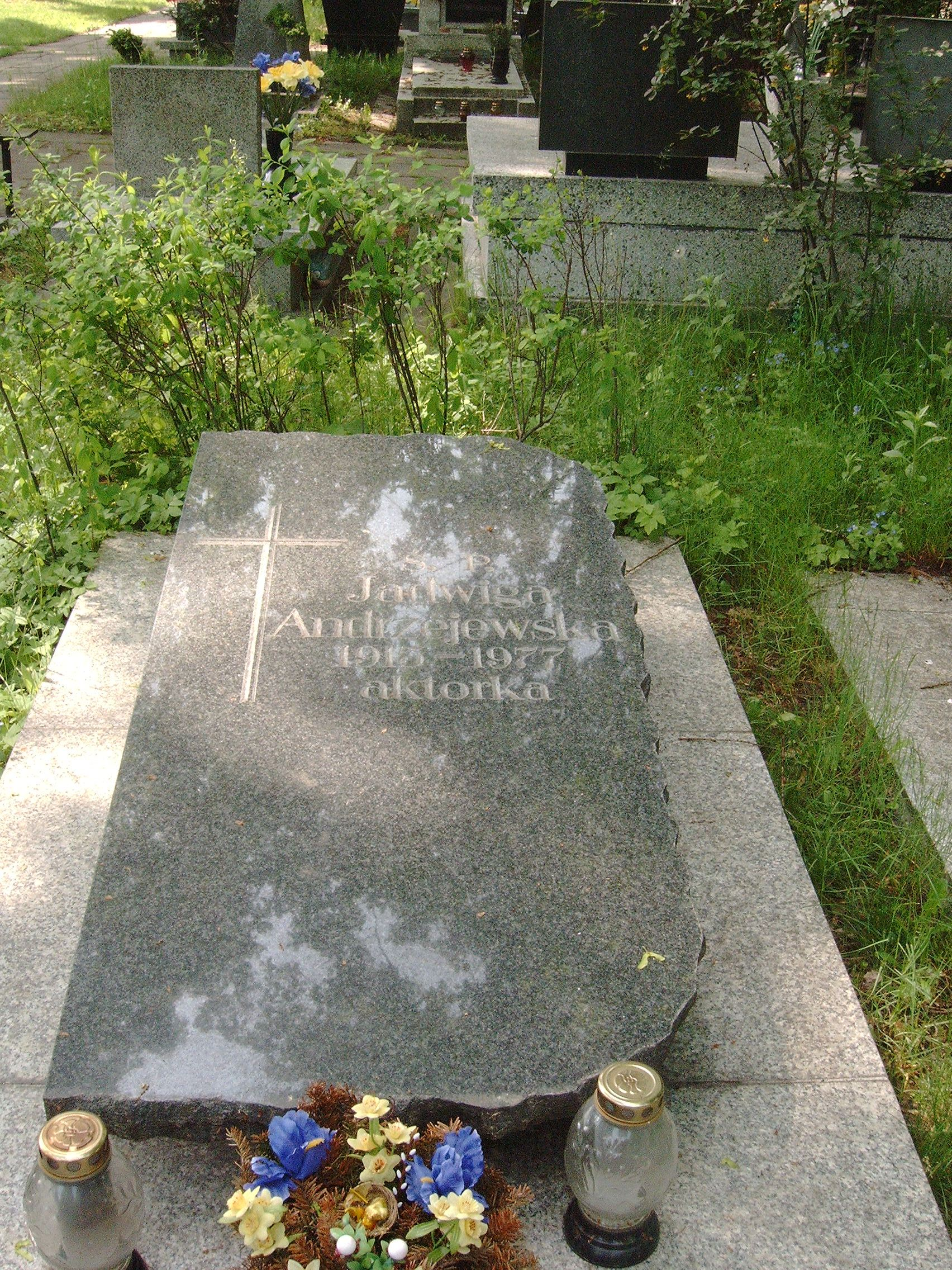
Grób Jadwigi Andrzejewskiej na cmentarzu komunalnym na Dołach w Łodzi 21 maja 2007

Jadwiga Andrzejewska (ur. 30 marca 1915 w Łodzi, zm. 4 października 1977 tamże) – polska aktorka teatralna i filmowa.

## Życiorys
Córka maszynisty teatralnego Józefa Andrzejewskiego i Katarzyny z Ludwickich. Po ukończeniu szkoły powszechnej ze względów materialnych podjęła pracę jako ekspedientka w składzie/sklepie materiałów piśmiennych Leona Tybera, przy ul. Piotrkowskiej 49. W tym samym czasie - grudzień 1923 - zadebiutowała w Teatrze Miejskim w Łodzi, w sztuce „Nauczycielka”, u boku Ireny Solskiej. Grała też w Teatrze Popularnym. W następnych latach występowała również jako tancerka w kabarecie "Jar". Tam została zauważona przez Karola Adwentowicza, który widząc jej talent zaproponował przeprowadzkę do Warszawy i grę w teatrze. Jej debiut w Warszawie miał miejsce 15 września 1932 na scenie Teatru Kameralnego w „Dziewczętach w mundurkach”, gdzie grała Manuelę. Otrzymawszy bardzo wysoką notę Antoniego Słonimskiego postanowiła pozostać w stolicy. Występowała w kabarecie "Nowy Momus", a od lutego 1933 w Teatrze Narodowym. Gościnnie grała też w Teatrze Letnim, Ateneum i Polskim. Od 1934 nie była związana na stałe z żadnym teatrem łącząc grę w filmach z występami w teatrach rewiowych i kabaretach. m.in. "Stara Banda" i "Cyrulik Warszawski". 
W filmie zadebiutowała w 1933 r. podwójnie: jedną z trzech głównych ról (Jadzia) w filmie "Wyrok życia", u boku m.in. Ireny Eichlerówny (reż. Juliusz Gardan) oraz w roli kwiaciarki w "Dziejach grzechu" (reż. Henryk Szaro). Ogółem w okresie międzywojennym zagrała w piętnastu filmach m.in. w Dziewczętach z Nowolipek oraz Strachach. 
Po kampanii wrześniowej znalazła się we Lwowie, gdzie grała w kierowanym przez Konrada Toma Teatrze Miniatur. Teatr ten do 1941 wędrował po miastach radzieckich. Zawiesił swoją działalność po wybuchu wojny radziecko-niemieckiej. 
Od listopada 1941 występowała w zespole "Czołówki Teatralnej" Armii Polskiej tworzonej na terenie ZSRR przez gen. Andersa. W marcu 1942 wyruszyła z Armią Andersa przez Bliski Wschód do Mandatu Palestyny, występowała w teatrze rewiowym Feliksa Konarskiego, a następnie w Teatrze Polowym 2 Korpusu Polskiego. Na przełomie 1944 i 1945 występowała w Polskim Teatrze Szkolnym, z którym odwiedziła Jerozolimę, Tel Awiw, Nazaret i Hajfę. 
W 1945 znalazła się z Teatrem Dramatycznym 2 Korpusu we Włoszech, a następnie w 1946 roku w Wielkiej Brytanii. Do Polski powróciła w 1947 i zamieszkała w rodzinnej Łodzi, gdzie występowała w Teatrze Syrena. W grudniu 1948 na krótko przeniosła się do Warszawy, ale po kilku miesiącach na stałe osiadła w Łodzi grając w Teatrze Powszechnym. W kolejnych latach zmieniała sceny, były to m.in. Teatr im. Jaracza i Teatr Mały. Od 1966 do śmierci związana była z Teatrem Powszechnym. 
Zmarła mając 62 lata, spoczywa na cmentarzu komunalnym na Dołach w Łodzi (kwatera XXVIII, rząd 18, grób 6).

## Upamiętnienie
W 1979 Andrzejewska została patronką jednej z ulic łódzkiego Widzewa, poświęcono jej również Drzewo Pamięci w Parku Zdrojowym. Barbara Kaczmarska (córka Jadwigi Andrzejewskiej) i Jan Machulski odsłonili 16 października 1998 roku na ulicy Piotrkowskiej jej gwiazdę w Alei Gwiazd. W listopadzie 2000 odsłonięto fresk „Łódź w pigułce” na fasadzie kamienicy przy ul. Piotrkowskiej 71, autorstwa Krzysztofa Jaśkiewicza, na którym widnieje ponad 30 postaci związanych z historią Łodzi. Wśród nich znajduje się wizerunek Jadwigi Andrzejewskiej.
W 2019 r. Poczta Polska wyemitowała zaprojektowany przez Marzannę Dąbrowską upamiętniający Jadwigę Andrzejewską znaczek pocztowy o nominale 3,30 zł należący do serii „Ludzie kina i teatru”.

## Filmografia
- 1933: Wyrok życia (debiut filmowy; reż. Juliusz Gardan)
- 1933: Dzieje grzechu (reż. Henryk Szaro)
- 1935: Wacuś
- 1936: Wierna rzeka
- 1936: Papa się żeni
- 1936: Kobiety (Femmes)
- 1936: Ada! To nie wypada!
- 1936: 30 karatów szczęścia
- 1937: Parada Warszawy
- 1937: Dziewczęta z Nowolipek
- 1937: Dorożkarz nr 13
- 1938: Zapomniana melodia
- 1938: Strachy
- 1938: Moi rodzice rozwodzą się
- 1938: Kobiety nad przepaścią
- 1939: Doktór Murek
- 1946: Wielka droga
- 1954: Pod gwiazdą frygijską
- 1956: Koniec nocy
- 1956: Pożegnanie z diabłem
- 1956: Ziemia
- 1958: Miasteczko
- 1959: Lunatycy
- 1959: Miejsce na ziemi
- 1961: Czas przeszły
- 1961: Komedianty
- 1961: Nafta
- 1962: Dom bez okien
- 1962: Rodzina Milcarków
- 1963: Mam tu swój dom
- 1965: Niedziela sprawiedliwości
- 1965: Popioły
- 1966: Wieczór przedświąteczny
- 1967: Cyrograf dojrzałości
- 1967: Poradnik matrymonialny
- 1968: Czterej pancerni i pies
- 1968: Ortalionowy dziadek
- 1969: Znicz olimpijski
- 1971: Motodrama
- 1971: 150 na godzinę
- 1974: Ziemia obiecana
- 1976: A jeśli będzie jesień
- 1977: Milioner